# Masters de París 2008
El Masters de París 2008 (también conocido como 2008 BNP Paribas Masters por razones de patrocinio) fue un torneo de tenis jugado sobre pista dura. Fue la edición número 37 de este torneo. Se celebró entre el 25 de octubre y el 2 de noviembre de 2008. Jo-Wilfried Tsonga tenista francés se adjudicó el título al ganarle a su rival, el argentino David Nalbandian.

## Campeones

### Individuales masculinos
Jo-Wilfried Tsonga vence a  David Nalbandian 6–3, 4–6, 6–4.

### Dobles masculinos
Jonas Björkman /  Kevin Ullyett vencen a  Jeff Coetzee /  Wesley Moodie, 6–2, 6–2
| Predecesor: París 2007 | Masters de París 2008 | Sucesor: París 2009 |